# المرايا
المرايا هي أحد روايات الكاتب نجيب محفوظ ونشرت سنة 1972. يرسم نجيب محفوظ صور فنية لجميع الشخصيات في الرواية، فهي لا توازي الرواية العربية التقليدية، حيث أن التركيز على الشخصيات بدلا من الأحداث. وهي عبارة عن محاولة من الكاتب لرسم صور فنية -من منظوره الخاص -لبعض الشخصيات التي قد تكون واقعيه في حياته وذلك بإلقاء الضوء على الجوانب الخفية والمعلومة لهذه الشخصيات مع رابط دقيق بين سيرهم وبين الأحداث المتعاقبة عليهم وتأثير تلك الأحداث على مجريات حياتهم ومصائرهم كما لم يخل المؤلف من انطباعات الكاتب الشخصية حول أبطال العمل والحقب السياسية التي عاصروها تحت بصره وسمعه.

## ملخص الرواية
تحتوي الرواية على 55 شخصية، وبالرغم من أن القارئ يظن بالأول بأن هذه الشخصيات خيالية، إلا أنه بعد التدقيق يعرف القارئ بأن هذه الشخصيات مأخوذة من الواقع ولكن تم تجريدها من اسمها وشكلها. وأكثر هذه الشخصيات كانت معاصرة لنجيب محفوظ ذاته. وتضم ال55 شخصية في الرواية: "’الأستاذ الجامعي الواعد والذي يتحول طيلة حياته إلى ذلك الصنف من المفكر الذي لا يهتم بأي قضية، ولا ينتمي  إلاّ لنفسه، هو “اللامنتمي” بامتياز، وذلك المُفكر الكبير الذي يظل عَلى مبادئه مهما طال به العمر وواجه من التحديات والمصاعب، والبلطجي الذي لايعرف للعنف حدوداً، والوطني الذي أحب سعدا ومات كمداً وحزناً عَلى انكسار الوفد بخروج مكرم عبيد والنقراشي عن حظيرة الحزب، والشاب الجامعي الذي أُستشهد في شوارع القاهرة دفاعاً عن دستور ٢٣ الذي أوقفه إسماعيل صدقي، والزوجة الخائنة التي لا تعرف  حدوداً  اخلاقية فاصلة فهي تُعاشر صديق زوجها ولكنها لا ترى في الأمر عيباً ولا حراماً، والمرأة الباحثة عن الحب الحقيقي والتي تُشارف السبعين رغم وجود الزوج والأبناء ولاتجده، والثائر عضو حركة الضباط الأحرار الذي يبدو لا هياً وعابثاً فيُفاجأ الجميع ببطولته ووطنيته، والمُفكِر الذي بات أسطورة بعد موته، حيث مات مقتولاً وهو يقاوم الشرطة عند لحظة القبض عليه، والمرأة المهووسة بالجنس، حتى يصير آفة لا يترك جسدها المُتهتك إلاّ عند وقوعها فريسة التسول والفناء، والشيوعي الصلب الذي لا يعرف غير الصدق والصرامة فيما يقوم به من مهام، وما يؤمن به من معتقدات، والفنانة التشكيلية الشيوعية والجميلة،  التي لا تعرف للإبداع  حدوداً، وكذلك لا تعرف للحب عنواناً أو شاطئ، والتاجر الذي يُتاجر في كل ماهو  حرام، من الربا الفاحش إلى التجارة  في الخمور، والحريص دوماً عَلى أداء صلاة الجماعة في وقتها، وأن يقوم إماماً لصبيانه وموظفيه، وفي الغالب يأخذ من مخزن الخمور الذي يملكه، مُصلَّى ومُقاماً". تشكل ال55 شخصية في الرواية صورة كبيرة تساعد على تشكيل آراء عن هذه الشخصيات، والاختلاف الكبير بين كل شخصية وشخصية يزيد من أهمية الكتاب والآراء الذي يطرحها.

## آراء عن الرواية
يرى الكثير من النقاد بأن مدى أهمية رواية «المرايا» لنجيب محفوظ تكمن في عرضها لطبقة «المثقفين» في مصر، والتي تعد من أهم الطبقات المجتمعية المصرية في القرن العشرين. إضافة إلى ذلك، ينسب النقاد تطوير أسلوب (أدب التلسين) في الأدب العربي إلى أعمال نجيب محفوظ عامة ورواية «المرايا» خاصة. وأدب التلسين هو مصطلح أدبي طرحه الناقد فاروق عبد القادر ليصف أسلوب الكتابة التي يتجه إليه الكتاب لتصفية حساباتهم مع خصومهم. وتعد رواية (المرايا) مثال واضح لتوظيف هذا الأسلوب، حيث أن الشخصيات هي شخصيات واقعية عاصرها نجيب محفوظ ولكن جردت من اسمها وشكلها.